# علم الوراثة الديناميكي
يتعلق علم الوراثة الديناميكي بدراسة وتفسير الظواهر التي تغيِّر فيها مركبات البروتين الأنزيمية الفسيولوجية الحمض النووي الريبوزي منقوص الأكسجين، بطريقة أكثر أو أقل تعقيدًا.
دراسة هذه الآليات مهمة أولًا لأنها تعزز وظائف مفيدة، على سبيل المثال إعادة تركيب الجهاز المناعي (على نطاق فردي) والعبور (على نطاق تطوري)؛ ثانيًا لأنها في بعض الأحيان قد تصبح ضارة بسبب بعض الخلل، مما يسبب على سبيل المثال الاضطرابات التنكسية العصبية.
الأمثلة النموذجية لموضوعات علم الوراثة الديناميكي هي:
- الطفرات الديناميكية، مصطلح قدمه روبرت آي ريتشاردز وجرانت ر. ساذرلاند[1] للإشارة إلى الطفرات التي تسببها طفرات أخرى؛ غالبًا ما تتضمن هذه الظاهرة تكرار ترادف الرقم المتغير،[2] المرتبط ارتباطًا وثيقًا بالعديد من الأمراض التنكسية العصبية، مثل اضطرابات تكرار ثلاثي النوكليوتيد (التي تفسرها أنيتا هاردينغ).
- الجينوم الديناميكي، مصطلح قدمته نينا فيدوروف وديفيد بوتشتاين للإشارة إلى التحويل الذي اكتشفته باربرا مكلنتوك.
- التأشيب الجسمي المناعي (اكتشفه سوسومو تونيغاوا) وتبديل فئة النمط المتماثل، قُدِمت هذه المصطلحات للإشارة إلى نوعين من إعادة تركيب الجهاز المناعي، والتي تعد السبب الرئيسي للتنوع الهائل في الأجسام المضادة.
- نقل الحمض النووي الريبوزي منقوص الأكسجين الأفقي (اكتشفه فريدريك غريفيث) الذي يشير إلى نقل الحمض النووي الريبوزي منقوص الأكسجين بين كائنين.
- العبور (اكتشفه توماس هانت مورغان) بواسطة التكوين والفك (عن طريق المجمعات الأنزيمية الغريبة مثل هيليكاز) لهياكل الحمض النووي غير الشائعة ذات الأربعة حلزونات المعروفة باسم رباعي الصبغيد-غ (اكتشفها مارتن جيلرت وماري إن ليبسيت وديفيد آر ديفيز).